# A Lama (Lovios)
A Lama es un lugar español situado en la parroquia de Torno, del municipio de Lovios, en la provincia de Orense, Galicia.

## Geografía
Está situado en un enclave único como es la "Baixa Limia-Serra do Xerés", en plena naturaleza gallega, muy cercano a la frontera con Portugal.

## Clima
Debido a su situación geográfica, se trata de un clima de carácter continental con tendencias mediterráneas, esto es debido, a que a pesar de encontrarse relativamente cercano a la costa la dorsal oceánica evita que los vientos cargados de humedad y/o fríos alcancen la zona. Por ello la diferencia de temperaturas que existe entre veranos e inviernos son tan marcadas, teniendo veranos muy cálidos con temperaturas medias cercanas a los 30 °C e inviernos con medias de 14 °C.

## Demografía
| Gráfica de evolución demográfica de A Lama entre 2000 y 2022 |
|                                                              |
| Datos según el nomenclátor publicado por el INE.             |

## Economía
Por tratarse de una zona rural la economía esta principalmente basada en la ganadería y en la agricultura, siendo esta última casi en su totalidad una agricultura de subsistencia. Parte a pesar de esto parte de la población se dedica al sector servicios. La otra gran parte de la población son jubilados este pueblo no cuenta con un sector dedicado al turismo.

## Celebraciones y fiestas
En la parroquia se celebra las fiestas de San Ramón, en la que una charanga recorre las calles por la mañana, y durante la tarde noche se celebra una verbena. Otra de las fiestas en la que participa en el pueblo es una comida a la que solo puede acudir gente de la aldea o familiares de los mismos. Esta fiesta carece de patrón, santo y fecha fija, se celebran siempre durante el verano, aprovechando el número de visitante y de personal de vacaciones.